# 제66군사정보여단
제66군사정보여단(66th Military Intelligence Brigade (66th MIB, "Six-Six-M-I"))은 미국 유럽 육군을 지원하는 미국 육군 정보보안사령부 산하 군사첩보여단이다. 표어는 "Power Forward".

## 기록
1944년 7월 1일, 제66군사정보단으로 구상되어 앨라바마주 캠프 루커에서 창설되었다.
1945년 11월 12일, 미국 본토 귀환 및 뉴저지주 캠프 킬리머에서 해산하였다.
1949년 11월 10일, 슈투트가르트에서 방첩대 제66파견대로 재편성 및 재활성화되었다.
1952년, 방첩대 제66단으로 재편성되었다.
1986년 10월 16일, 아우크스부르크로 옮겨가 제66군사정보여단으로 재편성되었다.
1995년 7월 16일, 임시부대로 재지정되었다.
1998년 10월 8일, 다름슈타트 데거 단지로 옮겨갔다.
2002년 10월 16일, 정식부대로 재지정되었다.
2008년 7월, 여단으로 승격하고 데거 단지에서 비스바덴 육군 비행장으로 이사하였다.

## 산하 부대

### 현재
- 제2군사정보대대; 2002년
- 제24군사정보대대 (ISR); 2009년

### 과거
- 제1군사정보대대 (항공 선전)
- 제109군사정보단 (임시)
- 제105군사정보대대 (임시); 307로 서수변경됨.
- 제302군사정보대대; 2009년 해산함.
- 제323군사정보대대 (예비대)
- 제307군사정보대대(옛 105대대); 709로 서수변경됨.
- 제533군사정보대대; 2002년 해산함.
- 제709군사정보대대(옛 307대대)

## 기록

### 계보
- 1944년 6월 21일, in the Army of the United States as the 66th Counter Intelligence  Corps Detachment
→제66방첩대분견대
- 1951년 9월 20일, 정규군으로 배정됨.
- 1952년 12월 20일, 66th Counter Intelligence Corps Group
→제66방첩대단
- 1960년 1월 1일, 66th Military Intelligence Group
→제66군사첩보단
- 1961년 7월 25일, 66th Intelligence Corps Group
→제66군사첩보대단
- 1966년 10월 15일, 6th Military Intelligence Group
→제66군사첩보단
- 1986년 10월 16일, Headquarters and Headquarters Company,  66th Military Intelligence Brigade
→제66군사첩보단, 본부 및 본부중대
- 1992년 10월 16일, eadquarters and Headquarters Detachment,  66th Military Intelligence Brigade
→제66군사첩보단, 본부 및 본부분견대
- 2002년 2월 28일, Headquarters  and Headquarters Detachment, 66th Military Intelligence Group
→제66군사첩보단, 본부 및 본부분견대
- 2009년 7월 16일, Headquarters and Headquarters Company, 66th  Military Intelligence Brigade
→제66군사첩보여단, 본부 및 본부중대

### 전역
- World War II: 오드프랑스

## 참고
- “Headquarters and Headquarters Company, 66th Military Intelligence Brigade”. Center of Military History. 2011년 6월 16일. 2020년 1월 5일에 확인함.
- “66th Military Intelligence Brigade” (영어). globalsecurity.org. 2016년 3월 28일에 확인함.